# Luis Gonzalo Pérez
Luis Gonzalo Pérez (c. 1991) es un periodista venezolano. En marzo de 2021, Pérez se trasladó hasta el estado fronterizo de Apure junto con el periodista Rafael Hernández para cubrir los enfrentamientos entre militares venezolanos y disidentes de las FARC iniciados el 21 de marzo como parte del equipo del canal de noticias NTN24. Ambos periodistas fueron arrestados por funcionarios de la Guardia Nacional Bolivariana (GNB) junto a los activistas de Fundaredes Juan Carlos Salazar y Diógenes Tirado. Les quitaron sus cámaras de prensa, sus teléfonos, y su documentación, y permanecieron por 25 horas bajo detención y desaparición forzosa, siendo liberados el 1 de abril. La detención fue denunciada por el Sindicato Nacional de Trabajadores de la Prensa (SNTP) y por el Colegio Nacional de Periodistas (CNP).
A finales de 2023 se incorporó al equipo de prensa de la lideresa opositora María Corina Machado en vísperas de las elecciones presidenciales del 28 de julio de 2024. Luis comenzó a recibir amenazas debido a su trabajo y a una mayor visibilidad en redes sociales. El día después de las elecciones, el 29 de julio de 2024, recibió múltiples múltiples amenazas y alertas advirtiendo que el Estado lo buscaba para detenerlo, por lo que tomó la decisión de exiliarse. Al hacer pública su decisión de salir al exilio, Pérez comentó que funcionarios de seguridad  «amedrentaron, persiguieron y vigilaron a mi familia, mi pareja y mi persona», que más de 18 trabajadores de la prensa se encontraban exiliados después de las elecciones y que se mantenía en contacto con funcionarios de las Naciones Unidas y de la Fundación para la Libertad de Prensa (FLIP) para documentar su caso.